# IONIS 교육 그룹

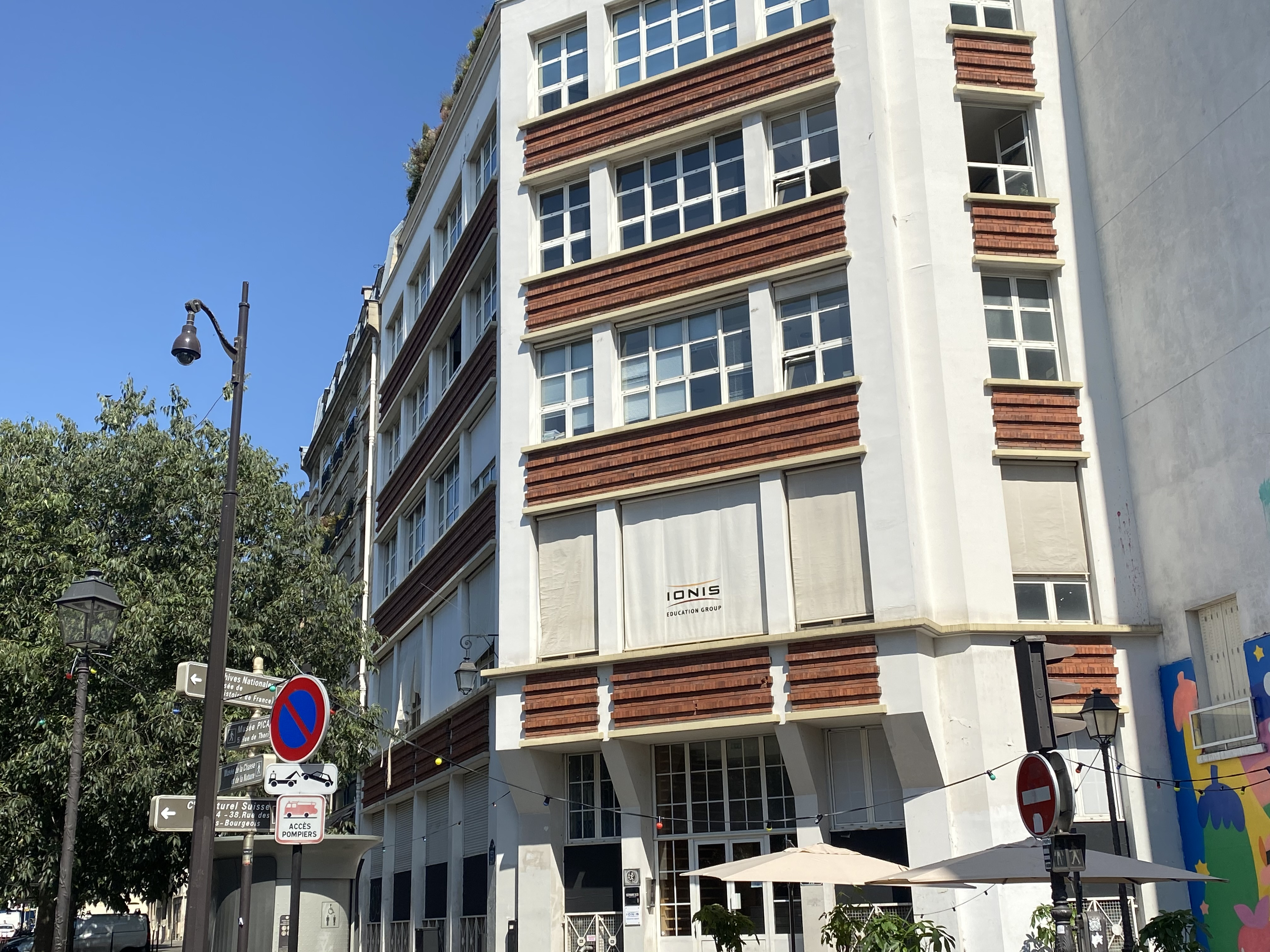

IONIS 교육 그룹(IONIS Education Group)은 프랑스의 사립 고등교육 그룹이다. 1980년에 설립되었으며 2023년 현재 35,000명 이상의 학생과 100,000명 이상의 졸업생을 배출하였다.

## 참고
1. ↑  (프랑스어) IONIS Group Education s'engage dans le soutien scolaire à domicile
2. ↑  (프랑스어) Ionis Education Group lance une école sur les métiers de l'Internet 보관됨 2011-08-24 - 웨이백 머신
3. ↑  (프랑스어) A Bordeaux, les nouveaux locaux de Ionis Education Group préfigurent le campus de demain 보관됨 2011-02-23 - 웨이백 머신